# Kalle Grenemark
Karl Gunnar "Kalle" Grenemark, född 5 juni 1962 i Hedenäset i Hietaniemi i Tornedalen, är en svensk före detta skidskytt och tidigare förbundskapten för det svenska skidskyttelandslaget. Han arbetar numera som idrottslärare och som sportkommentator för SVT.
Grenemark, fostrad i SK Gränsen av Lars Sundelin, tillhörde som aktiv skidskytt landslaget under större delen av 80-talet. Han har sedan 2003/2004 kommenterat skidskytte tillsammans med Christer Ulfbåge i SVT. Han har myntat uttrycket "stav till stav" och säger ofta till exempel "27 sekunder stav till stav". Med det menas den tid som går mellan det att skidskytten lägger ner stavarna på skjutmattan tills skyttet är klart och stavarna plockas upp igen. Grenemark fortsätter att kommentera skidskytte i SVT även säsongen 2012/2013, efter ett års uppehåll när tävlingarna sändes i TV4.
Till vardags är han idrottslärare på Björknäsgymnasiet i Boden, där han bland annat arbetar med de elever som har specialidrott med inriktning individuell konditionsidrott .
Grenemark har tre barn.